# Sephina pustulata
Sephina pustulata är en insektsart som först beskrevs av Fabricius 1803.  Sephina pustulata ingår i släktet Sephina och familjen bredkantskinnbaggar. Inga underarter finns listade i Catalogue of Life.